# Sitalces vittiventris
Sitalces vittiventris är en insektsart som beskrevs av Carl Stål 1878. Sitalces vittiventris ingår i släktet Sitalces och familjen gräshoppor. Inga underarter finns listade i Catalogue of Life.